# Лара (Ирландия)
Лара (англ. Laragh; ирл. Láithreach, «развалины постройки») — деревня в Ирландии, находится в графстве Уиклоу (провинция Ленстер) у пересечения трёх дорог, R115, R755 и R756.

## Демография
Население — 378 человек (по переписи 2006 года). В 2002 году население составляло 357 человек.
Данные переписи 2006 года:
| Общие демографические показатели |               |                               |                               |      |      |
| Всё население                    | Всё население | Изменения населения 2002—2006 | Изменения населения 2002—2006 | 2006 | 2006 |
| 2002                             | 2006          | чел.                          | %                             | муж. | жен. |
| 357                              | 378           | 21                            | 5,9                           | 187  | 191  |